# Sita Guinko
Sita Guinko (1942) es un profesor, y botánico burkinés. Posee un Ph.D en botánica, y desarrolla actividades académicas en la Universidad de Uagadugú, en el Laboratorio de Biología y Ecología Vegetales.

## Algunas publicaciones
- ruediger Wittig, sita Guinko. 2000. Studien zur flora und vegetation von Burkina Faso und seinen Nachbarländern, v. 5. Ed. Natur & Wissenschaft, 64 pp. ISBN 3927889822

- ----------------------, ----------------. 1992. Études sur la flore et la végétation du Burkina Faso et des pays avoisinants. Ed. Verlag Natur & Wissenschaft

- laurent Aké Assi, Sita Guinko. 1991. Plants Used in Traditional Medicine in West Africa. Ilustró Amon Aya Lazare. Ed. Roche, 151 p. ISBN 3907946596

- sita Guinko. 1989. Rapport semestriel sur étude des plantes mellifères dans trois provinces du Burkina Faso, Saison Pluvieuse. Ed. FAO, 119 pp.

- ---------------. 1985. La végétation et la flore du Burkina Fasso: recueil de quelques articles tirés du mémoire de thèse de doctorat d'État des sciences naturelles intitulé "Végétation de la Haute-Volta". Ed. Ministère de l'Environnement et du Tourisme, Direction de l'aménagement forestier et du reboisement, 118 p.

- ---------------. 1984. Végétation de la Haute-Volta. Ed. L'Univerisité de Bordeaux III, 394 p.

## Honores
- La abreviatura «Guinko» se emplea para indicar a Sita Guinko como autoridad en la descripción y clasificación científica de los vegetales.[2]